# Theodor Kremski

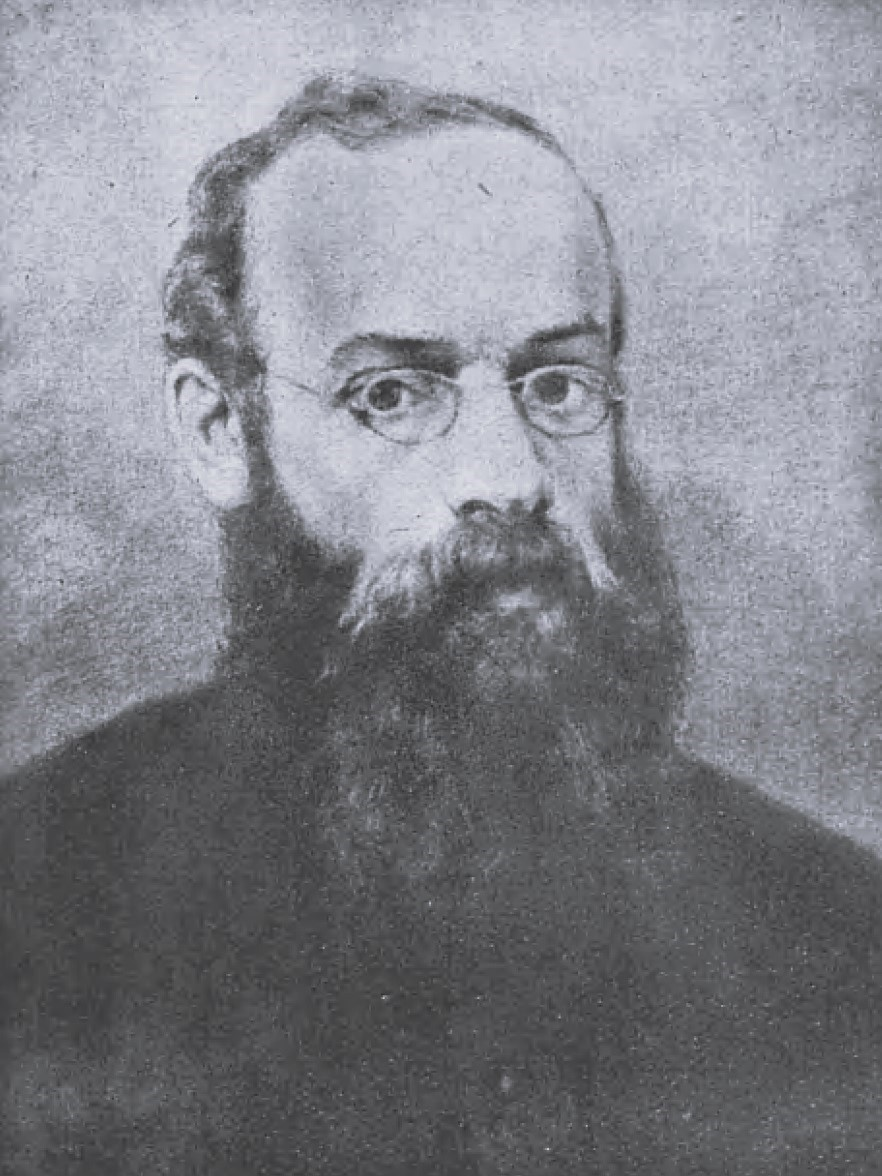
Theodor Kremski

Theodor Kremski (* 14. März 1829 in Tarnowitz, Kreis Tarnowitz, Provinz Schlesien; † 22. Dezember 1906 in Rybnik) war ein deutscher Jurist und Priester. Er prägte das katholische Leben in Kattowitz und Rybnik und in den Landgemeinden Nieder Schwirklan und Ober Schwirklan im Kreis Rybnik. (Seit 1945 Świerklany im Powiat Rybnicki).

## Leben
Theodor Kremski studierte an den drei nach dem Preußenkönig Friedrich Wilhelm III. benannten Universitäten Rechtswissenschaft. An der heimatlichen Schlesischen Friedrich-Wilhelms-Universität wurde er 1847 im Corps Borussia Breslau aktiv. Als Inaktiver wechselte er an die Rheinische Friedrich-Wilhelms-Universität und die Friedrich-Wilhelms-Universität zu Berlin. Als Auskultator wurde er 1853 in Berlin zum Dr. jur. promoviert.
Anschließend studierte er in Breslau Katholische Theologie. 1857 zum Priester geweiht, kam er als Seelsorger nach Bujakau und Oppeln. Er predigte in deutscher und polnischer Sprache. 1860 wurde er zum ersten Gemeindepriester in der aufstrebenden Industriestadt Kattowitz berufen. Als guter Organisator erbaute er dort die Marienkirche als erste große katholische Kirche. Zu jener Zeit (1866) befiel ihn eine Aphasie. Auf der Suche nach Heilung reiste er in den Orient. Er zog in den Konvent von Ordensschwestern der Ukrainischen griechisch-katholischen Kirche. 1872 trat nach damaliger kirchlicher Auffassung eine Wunderheilung ein. Im selben Jahr wurde er Spiritual im St.-Julius-Krankenhaus Rybnik. Unter Verzicht auf allen Besitz wirkte er dort über 34 Jahre. Mit 77 Jahren erlag er einem Herzinfarkt, als er einem Sterbenden Trost brachte.

## Ehrungen

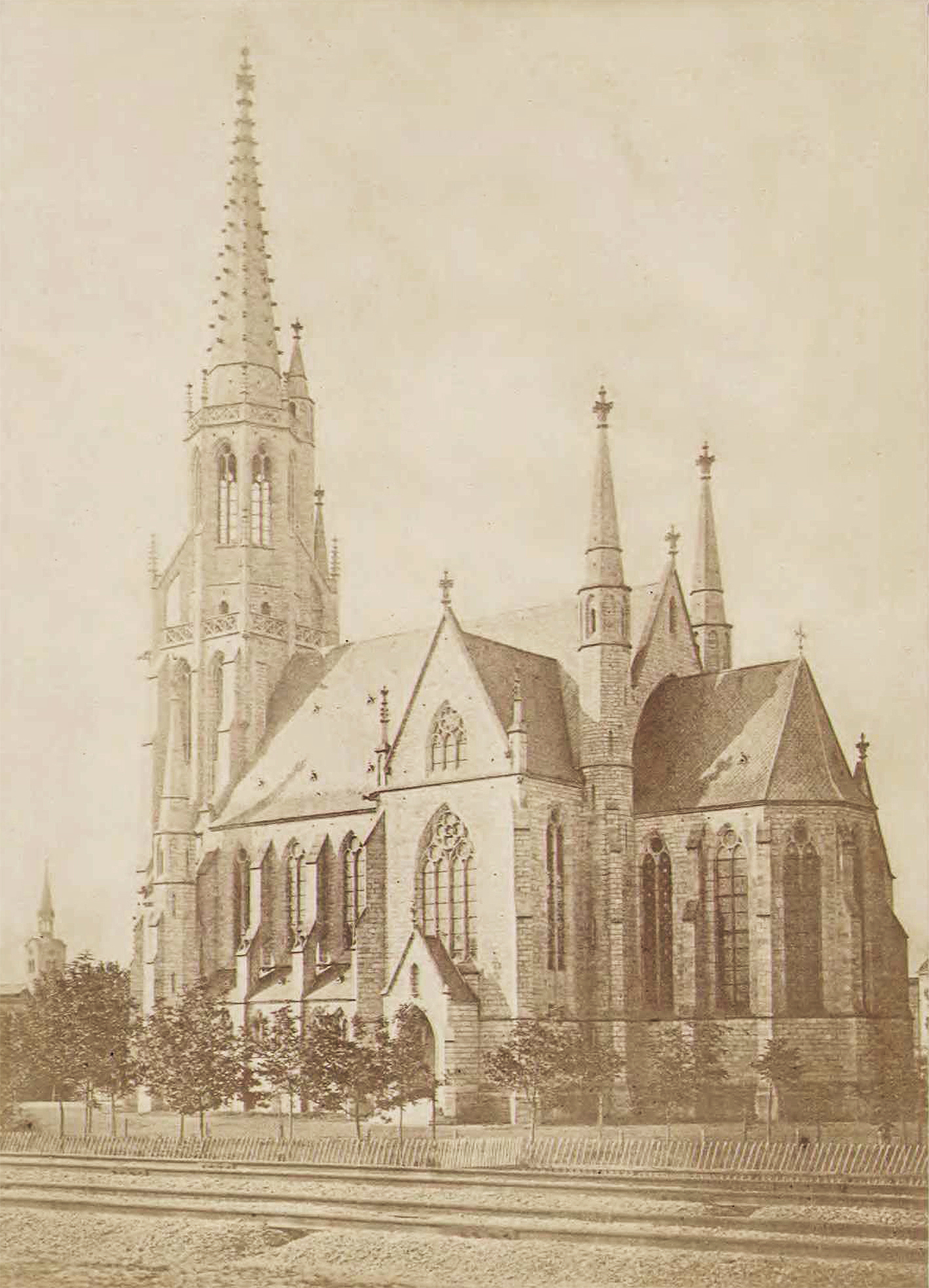
Marienkirche zu Kattowitz

- Ernennung zum Geistlichen Rat[2]